# Ōza 2024
L'Ōza 2024 è la settantaduesima edizione del torneo goistico giapponese Ōza. I tornei preliminari sono iniziati a ottobre 2023 e sono terminati a maggio 2024. Da giugno ad agosto si è disputato il torneo per la selezione dello sfidante, che ha selezionato Shibano Toramaru. La finale, disputata al meglio dei cinque incontri, è stata vinta dal detentore del titolo, Yuta Iyama.

## Svolgimento

### Torneo di selezione dello sfidante
La fase preliminare serve a determinare chi accede al torneo per la selezione dello sfidante. Consiste in una serie di tornei preliminari iniziali, da questi tornei si qualificano i 16 giocatori che partecipano al torneo per la determinazione dello sfidante.
|  | Primo turno      | Primo turno      | Primo turno      |                  |              | Secondo turno | Secondo turno | Secondo turno |  |  | Semifinali | Semifinali | Semifinali |  |  | Finale | Finale | Finale |  |
|  |                  |                  |                  |                  |              |               |               |               |  |  |            |            |            |  |  |        |        |        |  |
|  | Anzai Nobuaki    |                  |                  |                  |              |               |               |               |  |  |            |            |            |  |  |        |        |        |  |
|  |                  |                  |                  |                  |              |               |               |               |  |  |            |            |            |  |  |        |        |        |  |
|  | Sada Atsushi     | Sada Atsushi     | B+R              |                  |              |               |               |               |  |  |            |            |            |  |  |        |        |        |  |
|  | Sada Atsushi     | Sada Atsushi     | B+R              |                  | Sada Atsushi | Sada Atsushi  | B+0,5         |               |  |  |            |            |            |  |  |        |        |        |  |
|  |                  |                  |                  |                  | Sada Atsushi | Sada Atsushi  | B+0,5         |               |  |  |            |            |            |  |  |        |        |        |  |
|  |                  |                  | Wu Boyi          |                  |              |               |               |               |  |  |            |            |            |  |  |        |        |        |  |
|  | Wu Boyi          | Wu Boyi          | B+R              |                  |              |               |               |               |  |  |            |            |            |  |  |        |        |        |  |
|  | Wu Boyi          | Wu Boyi          | B+R              |                  |              |               |               |               |  |  |            |            |            |  |  |        |        |        |  |
|  | Yuki Satoshi     |                  |                  |                  |              |               |               |               |  |  |            |            |            |  |  |        |        |        |  |
|  |                  | Sada Atsushi     |                  |                  |              |               |               |               |  |  |            |            |            |  |  |        |        |        |  |
|  |                  |                  |                  |                  |              |               |               |               |  |  |            |            |            |  |  |        |        |        |  |
|  |                  |                  | Ichiriki Ryo     | Ichiriki Ryo     | N+R          |               |               |               |  |  |            |            |            |  |  |        |        |        |  |
|  | Fujita Akihiko   |                  | Ichiriki Ryo     | Ichiriki Ryo     | N+R          |               |               |               |  |  |            |            |            |  |  |        |        |        |  |
|  |                  |                  |                  |                  |              |               |               |               |  |  |            |            |            |  |  |        |        |        |  |
|  | Ichiriki Ryo     | Ichiriki Ryo     | B+R              |                  |              |               |               |               |  |  |            |            |            |  |  |        |        |        |  |
|  | Ichiriki Ryo     | Ichiriki Ryo     | B+R              |                  | Ichiriki Ryo | Ichiriki Ryo  | N+R           |               |  |  |            |            |            |  |  |        |        |        |  |
|  |                  |                  |                  |                  | Ichiriki Ryo | Ichiriki Ryo  | N+R           |               |  |  |            |            |            |  |  |        |        |        |  |
|  |                  |                  | Sakai Yuki       |                  |              |               |               |               |  |  |            |            |            |  |  |        |        |        |  |
|  | Sakai Yuki       | Sakai Yuki       | B+R              |                  |              |               |               |               |  |  |            |            |            |  |  |        |        |        |  |
|  | Sakai Yuki       | Sakai Yuki       | B+R              |                  |              |               |               |               |  |  |            |            |            |  |  |        |        |        |  |
|  | Yu Zhengqi       |                  |                  |                  |              |               |               |               |  |  |            |            |            |  |  |        |        |        |  |
|  |                  | Ichiriki Ryo     |                  |                  |              |               |               |               |  |  |            |            |            |  |  |        |        |        |  |
|  |                  |                  |                  |                  |              |               |               |               |  |  |            |            |            |  |  |        |        |        |  |
|  |                  |                  | Shibano Toramaru | Shibano Toramaru | B+R          |               |               |               |  |  |            |            |            |  |  |        |        |        |  |
|  | Kyo Kagen        | Kyo Kagen        | Shibano Toramaru | Shibano Toramaru | B+R          | N+1,5         |               |               |  |  |            |            |            |  |  |        |        |        |  |
|  | Kyo Kagen        | Kyo Kagen        |                  |                  |              |               |               |               |  |  |            |            |            |  |  |        |        |        |  |
|  | Takao Shinji     |                  |                  |                  |              |               |               |               |  |  |            |            |            |  |  |        |        |        |  |
|  |                  | Kyo Kagen        | Kyo Kagen        | N+R              |              |               |               |               |  |  |            |            |            |  |  |        |        |        |  |
|  |                  |                  |                  | N+R              |              |               |               |               |  |  |            |            |            |  |  |        |        |        |  |
|  |                  |                  | Shida Tatsuya    |                  |              |               |               |               |  |  |            |            |            |  |  |        |        |        |  |
|  | Shida Tatsuya    | Shida Tatsuya    | N+0,5            |                  |              |               |               |               |  |  |            |            |            |  |  |        |        |        |  |
|  | Shida Tatsuya    | Shida Tatsuya    | N+0,5            |                  |              |               |               |               |  |  |            |            |            |  |  |        |        |        |  |
|  | Seto Taiki       |                  |                  |                  |              |               |               |               |  |  |            |            |            |  |  |        |        |        |  |
|  |                  | Kyo Kagen        |                  |                  |              |               |               |               |  |  |            |            |            |  |  |        |        |        |  |
|  |                  |                  |                  |                  |              |               |               |               |  |  |            |            |            |  |  |        |        |        |  |
|  |                  |                  | Shibano Toramaru | Shibano Toramaru | B+R          |               |               |               |  |  |            |            |            |  |  |        |        |        |  |
|  | Murakawa Daisuke |                  | Shibano Toramaru | Shibano Toramaru | B+R          |               |               |               |  |  |            |            |            |  |  |        |        |        |  |
|  |                  |                  |                  |                  |              |               |               |               |  |  |            |            |            |  |  |        |        |        |  |
|  | Mutsuura Yuta    | Mutsuura Yuta    | N+R              |                  |              |               |               |               |  |  |            |            |            |  |  |        |        |        |  |
|  | Mutsuura Yuta    | Mutsuura Yuta    | N+R              | Mutsuura Yuta    |              |               |               |               |  |  |            |            |            |  |  |        |        |        |  |
|  |                  |                  |                  |                  |              |               |               |               |  |  |            |            |            |  |  |        |        |        |  |
|  |                  |                  | Shibano Toramaru | Shibano Toramaru | N+R          |               |               |               |  |  |            |            |            |  |  |        |        |        |  |
|  | Shibano Toramaru | Shibano Toramaru | Shibano Toramaru | Shibano Toramaru | N+R          | B+R           |               |               |  |  |            |            |            |  |  |        |        |        |  |
|  | Shibano Toramaru | Shibano Toramaru |                  |                  |              |               |               |               |  |  |            |            |            |  |  |        |        |        |  |
|  | Seki Kotaro      |                  |                  |                  |              |               |               |               |  |  |            |            |            |  |  |        |        |        |  |

### Finale
La finale è una sfida al meglio delle cinque partite tra il campione in carica Iyama Yuta e lo sfidante Shibano Toramaru.
Per Iyama (nove volte Ōza) si tratta della dodicesima finale (in tredici anni) e della nona difesa del titolo (terza consecutiva); per Shibano (due volte Ōza) si tratta della quarta finale, la seconda da sfidante (la prima fu contro lo stesso Iyama nella sessantasettesima edizione).
Con questa vittoria, Iyama ha ottenuto il titolo di Ōza per la decima volta.